# دوارتی تامیلهتو
دوارتی تامیلهتو (انگلیسی: Duarte Tammilehto؛ زادهٔ ۱۵ فوریهٔ ۱۹۹۰) بازیکن فوتبال اهل فنلاند است.
از باشگاه‌هایی که در آن بازی کرده‌است می‌توان به باشگاه فوتبال تورون پالوسئورا، باشگاه فوتبال ماریهامن، و باشگاه فوتبال هونکا اشاره کرد. هم‌چنین وی در تیم‌های ملی زیر ۱۵، ۱۷ و ۲۱ سال فنلاند نیز به میدان رفته‌است.

## زندگی شخصی
او هم‌چنین علاوه بر فنلاند، گذرنامه کشور پرتغال را نیز دارد و شهروند این کشور هم محسوب می‌شود.